# فليب بورد
فليب بورد (بالإنجليزية: Flipbord)‏ تطبيق لقراءة آخر الأخبار عن الأفلام و الثقافة و التطور و الطعام....إلخ بطريقة جميلة و محترفة ويستطيع هذا التطبيق عرض آر اس اس وفيس بوك وتويتر وصور وفيديوهات للأخبار و أشياء كثيرة أخرى وتستطيع ترتيب الأخبار في قائمة لتصل لأخبارك المفضلة بسهولة

## بعض المميزات
- ترتيب الأخبار في قائمة
- عرض الأخبار بطريقة احترافية وسريعة و جميلة
- عرض آر اس اس وفيس بوك وتويتر
- عرض صور وفيديوهات للأخبار
- تصنيفات للوصول لآخر الأخبار بسرعة
- التحديث تلقائياً بدون الدخول للتطبيق

## روابط خارجية
- الموقع الرسمي